# Los Angeles Film Critics Association Awards/Bester Experimental/Independent Film
Seit 1980 wird bei den Los Angeles Film Critics Association Awards der Beste Experimentalfilm bzw. Independentfilm mit dem Experimental/Independent Film/Video Award (seit 1999 The Douglas Edwards Experimental/Independent Film/Video Award) geehrt.

## Ausgezeichnete Filme
Anmerkungen: In manchen Jahren gab es ein ex-aequo-Ergebnis und somit zwei Gewinner.
| Jahr | Preisträger                                                    | Deutscher Verleihtitel                                   | Regisseur/Produzent                   |                       |
| ---- | -------------------------------------------------------------- | -------------------------------------------------------- | ------------------------------------- | --------------------- |
| 1980 | Journeys From Berlin/1971                                      | Journeys From Berlin/1971                                | Yvonne Rainer                         |                       |
| 1980 | Demon Lover Diary                                              | Demon Lover Diary                                        | Joel Dermott                          |                       |
| 1981 | The Art of Worldly Wisdom                                      | The Art of Worldly Wisdom                                | Bruce Elder                           |                       |
| 1982 | Chan is Missing                                                | Chan is Missing                                          | Wayne Wang                            |                       |
| 1983 | So is This                                                     | So is This                                               | Michael Snow                          |                       |
| 1984 | For the body of his work                                       | For the body of his work                                 | George Kuchar                         |                       |
| 1985 | Horror Vacui                                                   | Horror Vacui                                             | Rosa von Praunheim                    |                       |
| 1986 | He Stands in the Desert Counting the Seconds of His Life       | He Stands in the Desert Counting the Seconds of His Life | Jonas Mekas                           |                       |
| 1986 | Magdalena Viraga                                               | Magdalena Viraga                                         | Nina Menkes                           |                       |
| 1987 | Mala Noche                                                     | Mala Noche                                               | Gus Van Sant                          |                       |
| 1988 | The Last of England                                            | The Last of England – Verlorene Utopien                  | Derek Jarman                          |                       |
| 1988 | Amerika                                                        | Amerika                                                  | Al Razutis                            |                       |
| 1989 | The Long Weekend (O’ Dispair)                                  | The Long Weekend (O’ Dispair)                            | Gregg Araki                           |                       |
| 1990 | Tongues Untied                                                 | Tongues Untied                                           | Marlon Riggs                          |                       |
| 1991 | All the Vermeers in New York                                   | All’ die Vermeers in New York                            | Jon Jost Henry S. Rosenthal           |                       |
| 1992 | It Wasn’t Love                                                 | It Wasn’t Love                                           | Sadie Benning                         |                       |
| 1993 | Silverlake Live: The View From Here                            | Silverlake Live: The View From Here                      | Tom Joslin Peter Friedman             |                       |
| 1994 | Remembrance of Things Past                                     | Remembrance of Things Past                               | John Maybury                          |                       |
| 1995 | From the Journals of Jean Seberg                               | From the Journals of Jean Seberg                         | Mark Rappaport                        |                       |
| 1996 | Sonic Outlaws                                                  | Sonic Outlaws                                            | Craig Baldwin                         |                       |
| 1997 | Finished                                                       | Finished                                                 | William E. Jones                      |                       |
| 1998 | Shulie                                                         | Shulie                                                   | Elisabeth Subrin                      |                       |
| 1999 | Auszeichnung für das Gesamtwerk – Kein spezieller Film         | Auszeichnung für das Gesamtwerk – Kein spezieller Film   | Owen Land                             |                       |
| 2000 | Nicht verliehen                                                |                                                          |                                       |                       |
| 2001 | The Beaver Trilogy                                             | The Beaver Trilogy                                       | Trent Harris                          |                       |
| 2002 | *Corpus Callosum                                               | *Corpus Callosum                                         | Michael Snow                          |                       |
| 2002 | Auszeichnung für das Gesamtwerk – Kein spezieller Film         | Auszeichnung für das Gesamtwerk – Kein spezieller Film   | Kenneth Anger                         |                       |
| 2003 | Los Angeles Plays Itself                                       | Los Angeles Plays Itself                                 | Thom Andersen                         |                       |
| 2003 | The Decay of Fiction                                           | The Decay of Fiction                                     | Pat O’Neill                           |                       |
| 2004 | Star-Spangled to Death                                         | Star-Spangled to Death                                   | Ken Jacobs                            |                       |
| 2005 | La Commune (Paris 1871)                                        | La Commune (Paris 1871)                                  | Peter Watkins                         |                       |
| 2006 | Old Joy                                                        | Old Joy                                                  | Kelly Reichardt                       |                       |
| 2006 | In Between Days                                                | In Between Days                                          | So Yong Kim                           |                       |
| 2007 | Colossal Youth                                                 | Jugend voran!                                            | Pedro Costa                           |                       |
| 2008 | RR / Casting a Glance                                          | RR / Casting a Glance                                    | James Benning                         |                       |
| 2009 | The Anchorage                                                  | The Anchorage                                            | Anders Edström C. W. Winter           |                       |
| 2010 | Film Socialisme                                                | Film Socialisme                                          | Jean-Luc Godard                       |                       |
| 2011 | Spark of Being                                                 | nicht bekannt                                            | Bill Morrison                         |                       |
| 2012 | Leviathan                                                      | nicht bekannt                                            | Lucien Castaing-Taylor Véréna Paravel |                       |
| 2013 | Cabinets of Wonder: Films and a Performance by Charlotte Pryce | nicht bekannt                                            | Charlotte Pryce                       |                       |
| 2014 | The David Whiting Story                                        | nicht bekannt                                            | Walter Reuben                         |                       |
| 2015 | Preis nicht verliehen                                          | Preis nicht verliehen                                    | Preis nicht verliehen                 | Preis nicht verliehen |
| 2016 | The Illinois Parables                                          | nicht bekannt                                            | Deborah Stratman                      |                       |
| 2017 | Purge This Land                                                | nicht bekannt                                            | Lee Anne Schmitt                      |                       |
| 2018 | The Green Fog                                                  | The Green Fog                                            | Evan Johnson Galen Johnson Guy Maddin |                       |
| 2019 | The Giverny Experiment                                         | nicht bekannt                                            | Ja’tovia Gary                         |                       |
| 2020 | Her Socialist Smile                                            | nicht bekannt                                            | John Gianvito                         |                       |
| 2021 | The Works and Days (of Tayoko Shiojiri in the Shiotani Basin)  | nicht bekannt                                            | C. W. Winter Anders Edström           |                       |
| 2022 | De Humani Corporis Fabrica                                     | De Humani Corporis Fabrica                               | Véréna Paravel Lucien Castaing-Taylor |                       |
| 2023 | Qing Chun (Chun)                                               | Jeunesse                                                 | Wang Bing                             |                       |